# A2A
A2A S.p.A. — итальянская компания, занимающаяся производством и распределением электроэнергии, а также снабжением бытовым газом, водой и отоплением. Крупнейшими акционерами являются муниципальные власти городов Брешиа и Милан (по 25 % акций).

## История
Компания была создана в 2008 году слиянием трёх операторов коммунального хозяйства севера Италии: AEM S.p.A., ASM Brescia S.p.A. и AMSA. Компания ASM Brescia была основана в 1908 году и работала в Брешии. AEM прослеживает свою историю до 1880 года, когда концерн Эдисона в Милане начал строительство первой в Европе тепловой электростанции; позже электростанция была национализирована и в 1910 году стала частью Azienda Elettrica Municipale (AEM, «Муниципальное электрическое предприятие»). AMSA (Azienda Milanese Servizi Ambientali, «Миланское предприятие коммунальных услуг») было основано в 1907 году.

## Деятельность
Основным направлением деятельности является производство и продажа электроэнергии; установленная мощность электростанций компании в 2023 году составляла 9,7 ГВт, из них 6,7 ГВт приходилось на ТЭС, 1,9 ГВт — на ГЭС, 0,6 ГВт — на солнечные и ветряные электростанции. У компании 1,9 млн потребителей электроэнергии и 1,6 млн потребителей бытового газа. Также компания предоставляет другие виды коммунальных услуг: снабжение водой и отоплением, водоотвод и очистка сточных вод, вывоз мусора, переработка отходов, уличное освещение, организация дорожного движения и видеонаблюдения. Главные центры деятельности — города Милан, Брешиа и Бергамо.
В списке крупнейших публичных компаний мира Forbes Global 2000 за 2024 год A2A заняла 1257-е место.